# Blåvingad årta
Blåvingad årta (Spatula discors) är en amerikansk fågelart inom familjen änder.

## Utseende
En adult hane i praktdräkt är omisskännlig med en stor vit halvmåne vid näbbroten, grått huvud med svart panna, ljusbeige bröst och kroppsidor med grå prickar. Den har svart stjärt med en stor vit prick på sidan. När den flyger ser man de klarblå övre vingtäckarna. I flykten kan man också se att den har en mörk hand och en tvåfärgad vingspegeln i svart och grönt.
Även honan har blå övre vingtäckare, mörk hand och den tvåfärgade vingspegeln men saknar den vita halvmåneformade fläcken i ansiktet. Den har inte heller en så tydligt och jämngrå färg på huvudet utan är mer gråmellerad och har ett mörkt streck genom ögat.

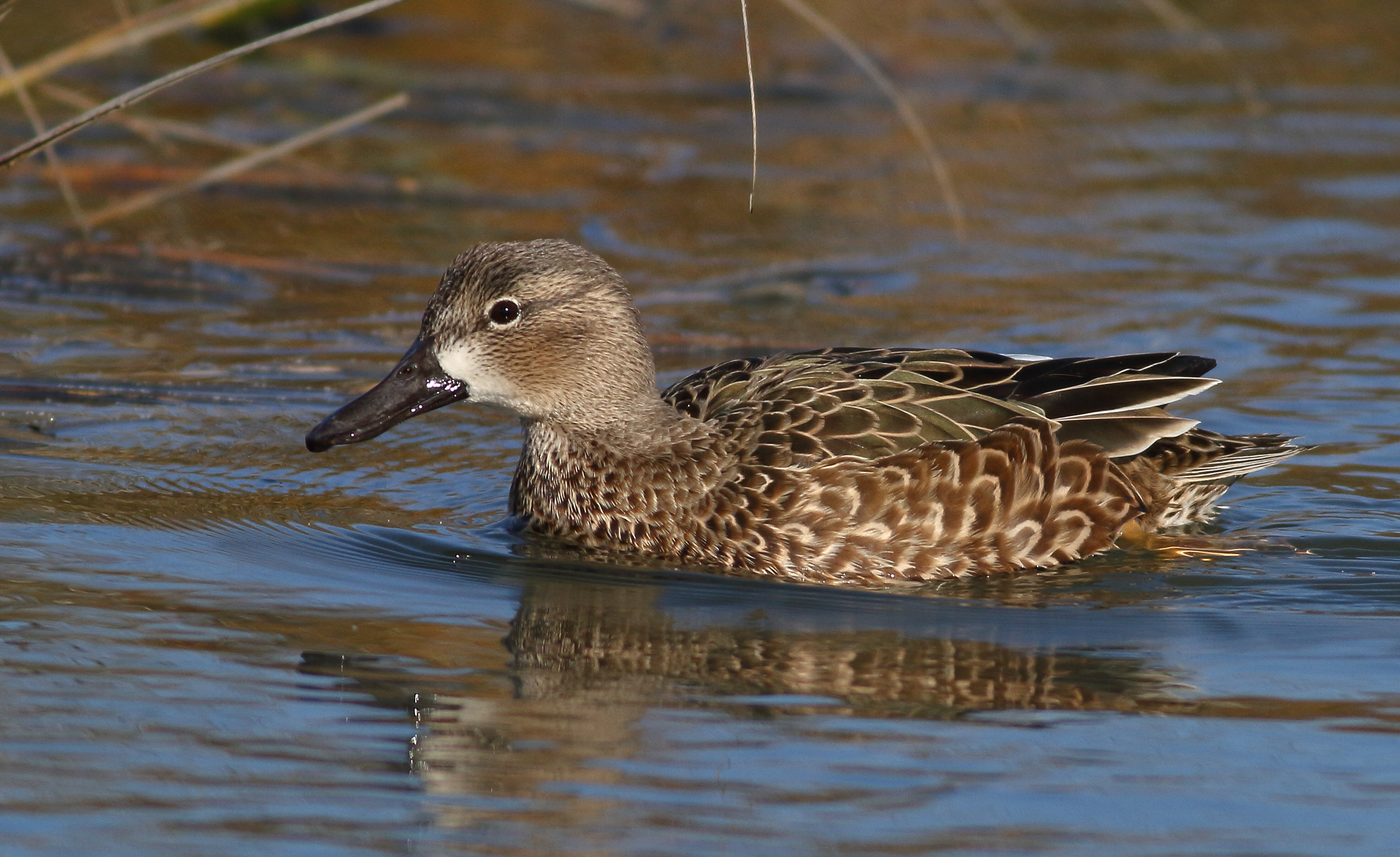
Hona blåvingad årta.

## Läten
Från honan hörs grova och nasala kvackande ljud, medan hanens spelläte är ett tunt, ljust och visslande ljud som i engelsk litteratur återges "pwis" eller "peeew".

## Utbredning
Den häckar i Nordamerika i Alaska, Kanada och USA. Det finns några få dokumenterade häckningar i Mexiko. Den övervintrar i södra Nordamerika och i Västindien, Centralamerika och i de norra delarna av Sydamerika men några övervintrar också i ett området runt Uruguay och på Galápagosöarna.
Av de nordamerikanska änderna flyttar blåvingad årta relativt tidigt på hösten och återvänder sent. Den flyttar över långa avstånd: en individ som ringmärkts i Alberta, Kanada återfanns en månad senare i Venezuela.
Blåvingad årta är en sällsynt gäst i Europa och många dokumenterade fåglar anses vara parkrymlingar. I Sverige har arten ändå setts ett 30-tal gånger och då ansetts uppträda spontant. Första gången den sågs i Sverige var den 26 maj 1966 i Tåkern, Östergötland.

## Systematik
Blåvingad årta placeras traditionellt i släktet Anas. Flera genetiska studier visar att den tillsammans med exempelvis skedand och årta står närmare ångbåtsänder i Tachyeres och sydamerikanska änderna i de monotypiska släktena Speculanas, Lophonetta och Amazonetta än typarten för Anas. De flesta taxonomiska auktoriteter lyfter idag därför ut dem till ett eget släkte, Spatula. Svenska BirdLife Sveriges taxonomikommitté följde efter 2022.

## Ekologi
Blåvingad årta häckar vid grunda dammar och i öppna våtmarker. Under flyttningen ses den hellre i insjöar och bräckt vatten än i saltvattensmiljöer. Den lever av vattenlevande insekter som kräftdjur, knottlarver, musslor och sniglar, men även växter och frön. Vintertid dominerar näckrosor, hirs och ris som föda.
Honan kan ta dagar på sig att välja boplats, oftast i tät gräs minst 30 centimeter ovanför närmaste vattenlinje. Hon gör en fördjupning i marken som hon fodrar med gräs och dun. Där lägger hon sex till 14 ägg som hon ruvar i 19–29 dagar.

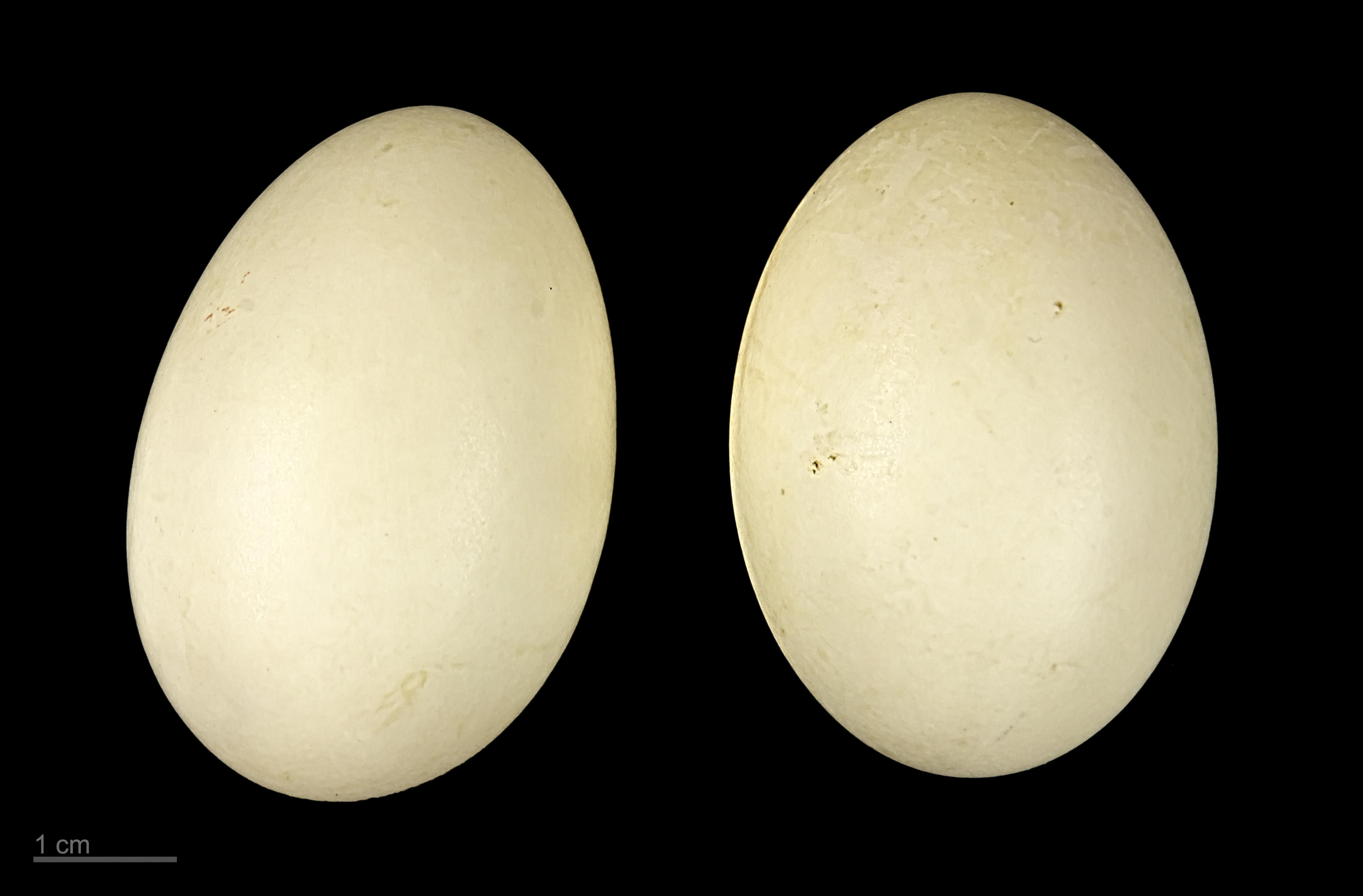
Ägg från blåvingad årta.

## Status och hot
Arten har ett stort utbredningsområde och tros öka i antal. Internationella naturvårdsunionen IUCN listar den därför som livskraftig (LC). Beståndet uppskattas till 7,8 miljoner vuxna idéer.

## Namn
Fågeln har på svenska även kallats amerikansk årta.